# Джеремі Баретт
Дже́ремі Ба́ретт (англ. Jeremy Barrett; 10 квітня 1984, Сарасота, Флорида, США) — американський фігурист, що виступає у парному спортивному фігурному катанні в парі з Кейді Дінні, з якою є чемпіоном США з фігурного катання у парному розряді 2010 року.

## Кар'єра
Джеремі Баретт почав кататися на ковзанах у 8-мирічному віці. Як одиночник на рівні «новачка» він змагався на регіональному рівні. Першою партнеркою Джеремі у парному катанні стала його сестра Шон-Марі, і вони відбиралися на юніорський Чемпіонат США.
У 2001 році Джеремі встав у пару з Шанталь Джордан. Через різницю у віці вони не могли змагатися на юніорському міжнародному рівні (коли Шанталь виповнилось 15 років, Джеремі було вже більше 21-го). На внутрішній арені вони вигравали Чемпіонат США серед юніорів 2004 року, а також у 2005 році брали участь поза конкурсом у Чемпіонаті Франції, де як гості посіли там першу позицію. Однак, після сезону 2005/2006 пара розпалася.
У 2006 році Баретт і Кейді Дінні спробували кататися в парі, але їхні спільні тренування тривали лише близько 4 місяцяв. Потому Кейді вирішила зосередитися на одиночному катанні, і пара розпалася. Джеремі не став шукати нову партнерку, і 2 роки чекав на її (і своє) повернення у парне катання. У цей час, щоб оплачувати тренування Баретт працював тренером, водієм машини для заливки льоду і навіть офіціантом у снек-барі.

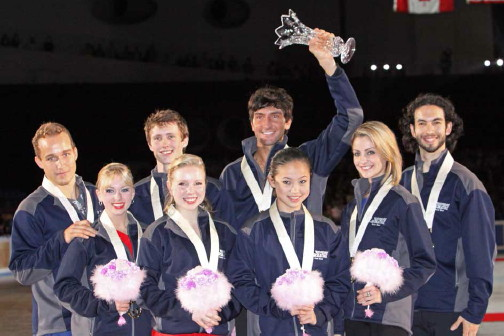
Американський «золотий» подіум першого командного Чемпіонату світу з фігурного катання (2009)

У 2008 році, коли Кейді ухвалила рішення повернутися у парне катання, відразу оформилась пара Дінні/Баретт. Відтак, виступати на змаганнях вони почали від сезону 2008/2009. Майже відразу їхні виступи були позначені успіхом — вони стали четвертими на турнірі «Nebelhorn Trophy»—2008, а потому другими на Чемпіонаті США з фігурного катання, на Чемпіонатах Чотирьох Континентів та світу 2009 року ввійшли до чільної десятки, що дуже непогано для дебютантів цих найпрестижніших міжнародних змагань. Більше того, на світовій першості пара Дінні/Баретт стала найуспішнішою (9-те місце) серед спортивних пар США на турнірі, і таким чином, виборола право на участь у першому в історії командному Чемпіонаті світу з фігурного катання, де втім у особистому заліку посіла лише 4-те місце, хоча це й не завадило американській збірній завоювати командне «золото» цих змагань.
У сезоні 2009/2010 Кейді і Джеремі дещо несподівано уперше в своїй кар'єрі перемогли на внутрішній американській першості, відтак отримали право виступити на XXI Зимовій Олімпіаді (Ванкувер, Канада, 2010) в турнірі спортивних пар, де стали 13-ми (з 20-ти пар).

## Спортивні досягнення
(з Кейді Дінні)
| Сезони/Змагання                                     | 2008/2009 | 2009/2010 |
| --------------------------------------------------- | --------- | --------- |
| Зимові Олімпійські ігри                             |           | 13        |
| Чемпіонати світу з фігурного катання                | 9         |           |
| Чемпіонати Чотирьох Континентів з фігурного катання | 6         |           |
| Чемпіонати США з фігурного катання                  | 2         | 1         |
| Етапи Гран-Прі: «Skate Canada»                      |           | 5         |
| Етапи Гран-Прі: «NHK Trophy»                        |           | 4         |
| Командний Чемпіонати світу з фігурного катання      | 4/1*      |           |
| Турніри: «Nebelhorn Trophy»                         | 4         |           |

- * — місце в особистому заліку/командне місце

(з Шанталь Джордан)
| Сезони/Змагання                        | 2001/2002 | 2002/2003 | 2003/2004 | 2004/2005 | 2005/2006 |
| -------------------------------------- | --------- | --------- | --------- | --------- | --------- |
| Чемпіонати США з фігурного катання     | 9N.       | 9J.       | 1J.       | 10        | 11        |
| Чемпіонати Франції з фігурного катання |           |           |           | 1 G.      |           |
| NACS Waterloo                          |           |           |           | 2         |           |
| Eastern Sectionals                     | 1N.       | 3J.       | 1J.       | 3         | 2         |

- N = рівень новачків; J = юніорський рівень; G = гості, поза конкурсом